# Coccophagus pulchellus
Coccophagus pulchellus är en stekelart som beskrevs av John Obadiah Westwood 1833. Coccophagus pulchellus ingår i släktet Coccophagus och familjen växtlussteklar. Inga underarter finns listade i Catalogue of Life.